# Grand Prix Monako 1992

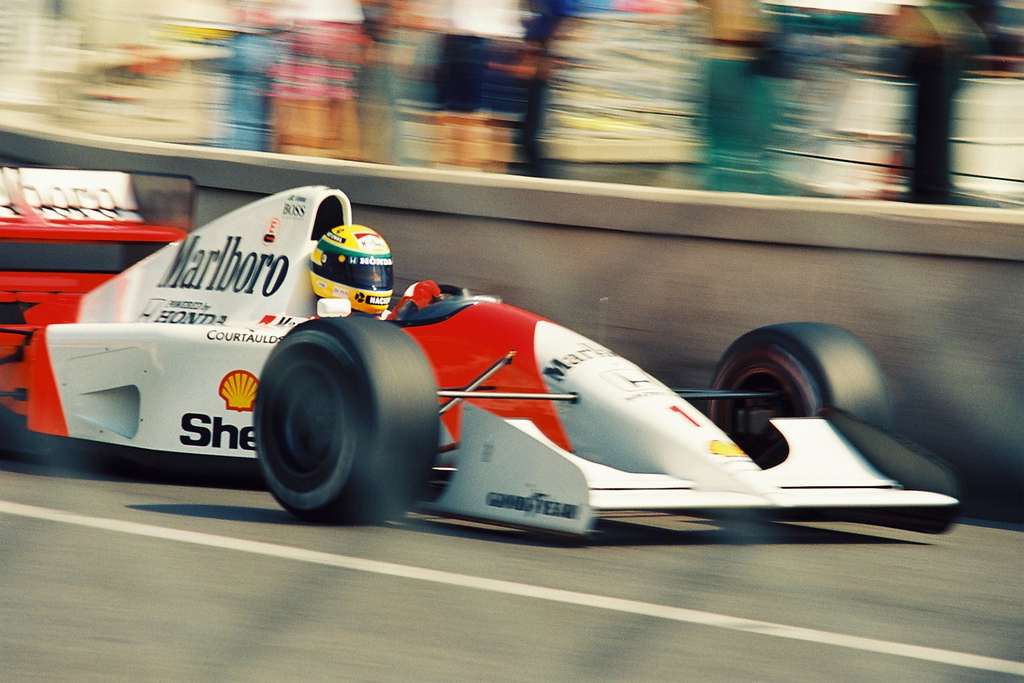
Ayrton Senna podczas treningu

Grand Prix Monako 1992 (oryg. Grand Prix Automobile de Monaco) – szósta runda Mistrzostw Świata Formuły 1 w sezonie 1992, która odbyła się 31 maja 1992, po raz 39. na torze Circuit de Monaco.
50. Grand Prix Monako, 39. zaliczane do Mistrzostw Świata Formuły 1.

## Wyniki

### Kwalifikacje
| P                          | Nr | Kierowca             | Konstruktor(-silnik)  | Opony | Czas     | Odstęp   | Strata   |
| -------------------------- | -- | -------------------- | --------------------- | ----- | -------- | -------- | -------- |
| 1                          | 5  | Nigel Mansell        | Williams-Renault      | G     | 1:19.495 | -        | -        |
| 2                          | 6  | Riccardo Patrese     | Williams-Renault      | G     | 1:20.368 | 0:00.873 | 0:00.873 |
| 3                          | 1  | Ayrton Senna         | McLaren-Honda         | G     | 1:20.608 | 0:00.240 | 0:01.113 |
| 4                          | 27 | Jean Alesi           | Ferrari               | G     | 1:20.895 | 0:00.287 | 0:01.400 |
| 5                          | 2  | Gerhard Berger       | McLaren-Honda         | G     | 1:21.224 | 0:00.329 | 0:01.729 |
| 6                          | 19 | Michael Schumacher   | Benetton-Ford         | G     | 1:21.831 | 0:00.607 | 0:02.336 |
| 7                          | 20 | Martin Brundle       | Benetton-Ford         | G     | 1:22.068 | 0:00.237 | 0:02.573 |
| 8                          | 28 | Ivan Capelli         | Ferrari               | G     | 1:22.119 | 0:00.051 | 0:02.624 |
| 9                          | 12 | Johnny Herbert       | Lotus-Ford            | G     | 1:22.579 | 0:00.460 | 0:03.084 |
| 10                         | 4  | Andrea de Cesaris    | Tyrrell-Ilmor         | G     | 1:22.647 | 0:00.068 | 0:03.152 |
| 11                         | 9  | Michele Alboreto     | Footwork-Mugen-Honda  | G     | 1:22.671 | 0:00.024 | 0:03.176 |
| 12                         | 24 | Gianni Morbidelli    | Minardi-Lamborghini   | G     | 1:22.733 | 0:00.062 | 0:03.238 |
| 13                         | 33 | Maurício Gugelmin    | Jordan-Yamaha         | G     | 1:22.863 | 0:00.130 | 0:03.368 |
| 14                         | 11 | Mika Häkkinen        | Lotus-Ford            | G     | 1:22.886 | 0:00.023 | 0:03.391 |
| 15                         | 29 | Bertrand Gachot      | Larrousse-Lamborghini | G     | 1:23.122 | 0:00.236 | 0:03.627 |
| 16                         | 16 | Karl Wendlinger      | March-Ilmor           | G     | 1:23.264 | 0:00.142 | 0:03.769 |
| 17                         | 23 | Christian Fittipaldi | Minardi-Lamborghini   | G     | 1:23.487 | 0:00.223 | 0:03.992 |
| 18                         | 22 | Pierluigi Martini    | Dallara-Ferrari       | G     | 1:23.508 | 0:00.021 | 0:04.013 |
| 19                         | 10 | Aguri Suzuki         | Footwork-Mugen-Honda  | G     | 1:23.641 | 0:00.133 | 0:04.146 |
| 20                         | 21 | JJ Lehto             | Dallara-Ferrari       | G     | 1:23.862 | 0:00.221 | 0:04.367 |
| 21                         | 32 | Stefano Modena       | Jordan-Yamaha         | G     | 1:23.890 | 0:00.028 | 0:04.395 |
| 22                         | 25 | Thierry Boutsen      | Ligier-Renault        | G     | 1:23.909 | 0:00.019 | 0:04.414 |
| 23                         | 26 | Érik Comas           | Ligier-Renault        | G     | 1:23.974 | 0:00.065 | 0:04.479 |
| 24                         | 3  | Olivier Grouillard   | Tyrrell-Ilmor         | G     | 1:23.990 | 0:00.016 | 0:04.495 |
| 25                         | 15 | Gabriele Tarquini    | Fondmetal-Ford        | G     | 1:24.479 | 0:00.489 | 0:04.984 |
| 26                         | 34 | Roberto Moreno       | Moda-Judd             | G     | 1:24.945 | 0:00.466 | 0:05.450 |
| Nie zakwalifikowali się    |    |                      |                       |       |          |          |          |
|                            | 7  | Eric van de Poele    | Brabham-Judd          | G     | 1:24.981 | 0:00.036 | 0:05.486 |
|                            | 8  | Damon Hill           | Brabham-Judd          | G     | 1:25.394 | 0:00.413 | 0:05.899 |
|                            | 14 | Andrea Chiesa        | Fondmetal-Ford        | G     | 1:25.660 | 0:00.266 | 0:06.165 |
|                            | 17 | Paul Belmondo        | March-Ilmor           | G     | 1:25.750 | 0:00.090 | 0:06.255 |
| Nie przedkwalifikowali się |    |                      |                       |       |          |          |          |
|                            | 30 | Ukyō Katayama        | Larrousse-Lamborghini | G     | 1:28.310 | 0:02.560 | 0:08.815 |
|                            | 35 | Perry McCarthy       | Moda-Judd             | G     | -        | -        | -        |
| P                          | Nr | Kierowca             | Konstruktor(-silnik)  | Opony | Czas     | Odstęp   | Strata   |

### Wyścig
| Pos | No | Kierowca             | Konstruktor           | Okrążeń | Czas/powód NU | Poz. Start. | Punktów |
| --- | -- | -------------------- | --------------------- | ------- | ------------- | ----------- | ------- |
| 1   | 1  | Ayrton Senna         | McLaren-Honda         | 78      | 1:50:59.372   | 3           | 10      |
| 2   | 5  | Nigel Mansell        | Williams-Renault      | 78      | + 0.215       | 1           | 6       |
| 3   | 6  | Riccardo Patrese     | Williams-Renault      | 78      | + 31.843      | 2           | 4       |
| 4   | 19 | Michael Schumacher   | Benetton-Ford         | 78      | + 39.294      | 6           | 3       |
| 5   | 20 | Martin Brundle       | Benetton-Ford         | 78      | + 1:21.347    | 7           | 2       |
| 6   | 29 | Bertrand Gachot      | Larrousse-Lamborghini | 77      | + 1 okrążenie | 15          | 1       |
| 7   | 9  | Michele Alboreto     | Footwork-Mugen-Honda  | 77      | + 1 okrążenie | 11          |         |
| 8   | 23 | Christian Fittipaldi | Minardi-Lamborghini   | 77      | + 1 okrążenie | 17          |         |
| 9   | 21 | Jyrki Järvilehto     | Dallara-Ferrari       | 76      | + 2 Okrążenia | 20          |         |
| 10  | 26 | Érik Comas           | Ligier-Renault        | 76      | + 2 Okrążenia | 23          |         |
| 11  | 10 | Aguri Suzuki         | Footwork-Mugen-Honda  | 76      | + 2 Okrążenia | 19          |         |
| 12  | 25 | Thierry Boutsen      | Ligier-Renault        | 75      | + 3 Okrążenia | 22          |         |
| NU  | 28 | Ivan Capelli         | Ferrari               | 60      | Wypadł z toru | 8           |         |
| NU  | 2  | Gerhard Berger       | McLaren-Honda         | 32      | Skrz. biegów  | 5           |         |
| NU  | 11 | Mika Häkkinen        | Lotus-Ford            | 30      | Skrz. biegów  | 14          |         |
| NU  | 27 | Jean Alesi           | Ferrari               | 28      | Skrz. biegów  | 4           |         |
| NU  | 33 | Maurício Gugelmin    | Jordan-Yamaha         | 18      | Skrz. biegów  | 13          |         |
| NU  | 12 | Johnny Herbert       | Lotus-Ford            | 17      | Wypadł z toru | 9           |         |
| NU  | 34 | Roberto Moreno       | Moda-Judd             | 11      | Silnik        | 26          |         |
| NU  | 4  | Andrea de Cesaris    | Tyrrell-Ilmor         | 9       | Skrz. biegów  | 10          |         |
| NU  | 15 | Gabriele Tarquini    | Fondmetal-Ford        | 9       | Silnik        | 25          |         |
| NU  | 32 | Stefano Modena       | Jordan-Yamaha         | 6       | Wypadł z toru | 21          |         |
| NU  | 3  | Olivier Grouillard   | Tyrrell-Ilmor         | 4       | Przen. napędu | 24          |         |
| NU  | 16 | Karl Wendlinger      | March-Ilmor           | 1       | Skrz. biegów  | 16          |         |
| NU  | 24 | Gianni Morbidelli    | Minardi-Lamborghini   | 1       | Skrz. biegów  | 12          |         |
| NU  | 22 | Pierluigi Martini    | Dallara-Ferrari       | 0       | Wypadł z toru | 18          |         |
| NZ  | 7  | Eric van de Poele    | Brabham-Judd          |         |               |             |         |
| NZ  | 8  | Damon Hill           | Brabham-Judd          |         |               |             |         |
| NZ  | 14 | Andrea Chiesa        | Fondmetal-Ford        |         |               |             |         |
| NZ  | 17 | Paul Belmondo        | March-Ilmor           |         |               |             |         |
| NPK | 30 | Ukyō Katayama        | Larrousse-Lamborghini |         |               |             |         |
| NPK | 35 | Perry McCarthy       | Moda-Judd             |         |               |             |         |